# Estadio Nueva Esparta
 (avril 2025).
Si vous disposez d'ouvrages ou d'articles de référence ou si vous connaissez des sites web de qualité traitant du thème abordé ici, merci de compléter l'article en donnant les références utiles à sa vérifiabilité et en les liant à la section « Notes et références ».
L'Estadio Nueva Esparta est un stade de baseball situé à Porlamar au Venezuela. Cette enceinte est inaugurée en 1990. La tenue de la Série des Caraïbes 2010 est précédée d'une rénovation faisant passer la capacité de 13 000 à 16 100 places.

## Histoire
Un premier stade de baseball est inauguré sur le site le 8 décembre 1956. Après vingt ans de service, l'enceinte est rasée et entièrement reconstruite en 1976. L'enceinte qui offre alors environ 18000 places assises est rénovée en 2007.  